# Julodis cirrosa
Julodis cirrosa es una especie de escarabajo del género Julodis, familia Buprestidae. Fue descrita científicamente por Schönherr en 1817.